# Горохов, Пётр Данилович
Пётр Данилович Горохов (1923—1993) — украинский советский хормейстер, хоровой дирижёр, музыкальный педагог. Кандидат искусствоведения (1974), профессор Донецкой консерватории (1989). Заслуженный деятель искусств УССР (1989).

## Биография
Участник Великой Отечественной войны. Награждён рядом государственных наград. Прошёл путь от баяниста армейского ансамбля в годы Великой Отечественной войны до заслуженного деятеля искусств Украины, профессора Донецкой консерватории.
В 1954 году окончил Одесскую консерваторию, ученик К. К. Пигрова и Д. С. Загрецкого. После окончания консерватории работал художественным руководителем хоровой капеллы при Днепропетровской филармонии, в 1963—1970 годах — художественный руководитель этой филармонии.
С 1970 года трудился в Донецкой консерватории, был проректором по учебной и научной работе (1975—1988), заведующим кафедрой хорового дирижирования (1988—1993). Студенческий хор Донецкой консерватории под его управлением был известен в масштабах Советского Союза. Хор является лауреатом республиканского конкурса «Молодые голоса», лауреатом областных премий имени Артёма.
В репертуаре — произведения отечественных и зарубежных композиторов, в частности, кантата «Александр Невский» (на стихи В. А. Луговского) и оратория «Иван Грозный» С. Прокофьева, «Реквием» Дж. Верди, хоровоё концерт «Пушкинский венок» Г. Свиридова и др.
Автор учебника «Хоровая аранжировка» (совм. с Д. С. Загрецким).
Умер от рака лёгкого.